# Plainview (Nebraska)
Plainview is een plaats (city) in de Amerikaanse staat Nebraska, en valt bestuurlijk gezien onder Pierce County.

## Demografie
Bij de volkstelling in 2000 werd het aantal inwoners vastgesteld op 1353. In 2006 is het aantal inwoners door het United States Census Bureau geschat op 1264, een daling van 89 (-6,6%).

## Geografie
Volgens het United States Census Bureau beslaat de plaats een oppervlakte van 2,8 km², geheel bestaande uit land. Plainview ligt op ongeveer 518 m boven zeeniveau.

## Plaatsen in de nabije omgeving
De onderstaande figuur toont nabijgelegen plaatsen in een straal van 20 km rond Plainview.

## Geboren
- Ben Sasse (1972), senator voor Nebraska